# Frank Henderson (cầu thủ bóng đá)
Frank Henderson (24 tháng 9 năm 1900 – tháng 9 năm 1966) là một cầu thủ bóng đá người Anh thi đấu ở vị trí left half ở Football League cho Brentford và Stockport County.

## Thống kê sự nghiệp
| Câu lạc bộ          | Mùa giải            | Giải vô địch         | Giải vô địch | Giải vô địch | Cúp FA | Cúp FA | Tổng | Tổng |
| Câu lạc bộ          | Mùa giải            | Hạng đấu             | Trận         | Bàn          | Trận   | Bàn    | Trận | Bàn  |
| ------------------- | ------------------- | -------------------- | ------------ | ------------ | ------ | ------ | ---- | ---- |
| Stockport County    | 1923–24             | Second Division      | 3            | 0            | 0      | 0      | 3    | 0    |
| Brentford           | 1924–25             | Third Division South | 8            | 0            | 0      | 0      | 8    | 0    |
| Tổng cộng sự nghiệp | Tổng cộng sự nghiệp | Tổng cộng sự nghiệp  | 11           | 0            | 0      | 0      | 11   | 0    |